# Groupe Radical, Républicain, Démocrate et Progressiste
De Groupe Radical, républicain, démocrate et progressiste Groupe RSDP, Nederlands: Radicale, republikeinse, democratische en progressieve Groepering, is een fractie of parlementaire groepering in de Franse Assemblée. De groep bestond tussen 2012 en 2017, dus gedurende de tijd dat François Hollande de president van Frankrijk was.
De fractie werd op 26 juni 2012 op initiatief van Roger-Gérard Schwartzenberg gevormd, de voorzitter van de Parti Radical de Gauche, en bood onderdak aan afgevaardigden die lid waren van verschillende linkse partijen. De groepering steunde president Hollande.
Het equivalent van de Groupe Radical, Républicain, Démocrate et Progressiste in de Senaat, in de Sénat, was de Rassemblement Démocratique et Social Européen.

## Samenstelling 2016
Het aantal leden van de verschillende politieke partijen in 2016 in de Groupe RSDP en het aantal leden in de Senaat van de partijen waarvan zij komen staan achter de naam van de deelnemende partijen.
- Parti Radical de Gauche, 11 van de 12
- Parti socialiste, 2 van de 274
- MoDem, 1 van de 2
- Divers Gauche, 2
- Mouvement des progressistes, 1
- Guadeloupe unie, solidaire et responsable, 1

Samenstelling per 27 juli 2019 
 De deelnemende partijen met de meeste zetels worden genoemd, alleen de partijen met een enkele zetel binnen de fractie ontbreken.